# István Tímár
István Tímár (ur. 7 stycznia 1940 w Budapeszcie, zm. 4 grudnia 1994 tamże) – węgierski kajakarz. Dwukrotny medalista olimpijski z Meksyku.
Zawody w 1968 były jego jedynymi igrzyskami olimpijskimi. Zajął drugie miejsce kajakowych dwójkach na dystansie 1000 metrów (partnerował mu Csaba Giczy) oraz zdobył brąz w kajakowych czwórkach na tym samym dystansie (osadę tworzyli ponadto István Csizmadia, Giczy i Imre Szöllősi). Był wielokrotnym medalistą mistrzostw świata - dwukrotnie złotym (K-2 i K-4 na dystansie 10 000 metrów w 1963), srebrnym w 1971 na dystansie 10 000 metrów w K-4 oraz brązowym (K-4 na dystansie 1000 metrów w 1970). Zdobywał medale mistrzostw Europy na różnych dystansach.